# Behind Crimson Eyes
Behind Crimson Eyes är ett screamo-band från Melbourne, Australien. Deras musikstil kan även klassas som alternativ rock eller post-hardcore.

## Diskografi

### Album
- 2006 - A Revelation For Despair

### EP, demor och singlar
- 2004 - Demo
- 2005 - Pavour Nocturnus
- 2005 - Prologue: The Art of War/Cherry Blossom Epitaph
- 2006 - Shakedown
- 2007 - You've Had Your Chance
- 2007 - The Bonesmen